# Kathe Spracklen
Kathleen Spracklen (* um 1948 in Grand Rapids, Michigan) ist eine amerikanische Informatikerin und Computerschachpionierin. Zusammen mit ihrem Ehemann Dan entwickelte sie in den späten 1970er-Jahren das Computerschachprogramm Sargon. Anfang der 1980er-Jahre schrieb das Ehepaar die Software für den Schachcomputer Chess Challenger der US-Firma Fidelity Electronics und gewann damit in der Zeit zwischen 1980 und 1984 vier Mal den Weltmeistertitel bei der Mikrocomputer-Schachweltmeisterschaft.

## Leben

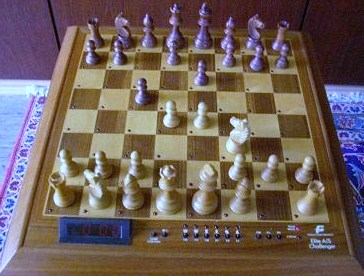
Der Fidelity Elite A/S gewann 1983 und 1984 die Mikro-WM mithilfe der Software der Spracklens

Kathe zog im Alter von zwölf Jahren mit ihrer Familie nach Kalifornien. Dort besuchte sie das San Fernando Valley State College (heute California State University, Northridge). 1974 traf sie ihren späteren Mann Dan Spracklen. Angeregt durch das BASIC-Listing eines unfertigen Schachprogramms, das dem Ehepaar Spracklen um 1977 in die Hände fiel, beschlossen sie, es selbst zu probieren. Sie entschieden sich für das deutlich effizientere Assembler und nutzten den damals erst kurz zuvor auf dem Markt erschienenen 8-Bit-Mikroprozessor Z80 der amerikanischen Firma Zilog. Die erste Version ihres Schachprogramms Sargon wurde 1978 veröffentlicht und gewann im selben Jahr das Schachcomputerturnier auf der vom 3. bis 5. März im kalifornischen San José stattfindenden West Coast Computer Faire (Computer-Messe).
Anfang der 1980er-Jahre begannen sie mit der Programmentwicklung für die Schachcomputer-Serie Chess Challenger von Fidelity Electronics und gewannen mit dem Fidelity Champion X beziehungsweise dem Fidelity Elite (Bild) vier Mal in Folge den WM-Titel für Mikrocomputer (WMCCC).

## Veröffentlichungen (Auswahl)
- Sargon – A Computer Chess Program mit Dan Spracklen, Hayden Book Company, 1978, ISBN 0-8104-5155-7
- First Steps in Computer Chess Programming mit Dan Spracklen in BYTE, Vol. 3, Nr. 10, Oktober 1978